# EPROM
EPROM (eng. Erasable Programmable Read-Only Memory, izbrisiva programabilna ispisna memorija); ispisna memorija čiji sadržaj korisnik može izbrisati, a zatim programirati; briše se osvjetljavanjem jakim ultraljubičastim svjetlom kroz poseban prozirni prozorčić na gornjoj strani integriranog sklopa; glavna je osobina te vrste memorije trajna pohrana podataka koji se mogu samo čitati, sve dok se posebnim postupkom ne izbrišu stari i upišu novi podaci.